# Helicopsyche megalochari
Helicopsyche megalochari är en nattsländeart som beskrevs av Malicky 1974. Helicopsyche megalochari ingår i släktet Helicopsyche och familjen Helicopsychidae. Inga underarter finns listade i Catalogue of Life.